# Neoplan N4407
Neoplan N4407 – najkrótszy z trzech niskopodłogowych midibusów rodziny Neoplan Centroliner, którą wdrożono do produkcji w 1997 roku. Od dotychczas produkowanych modeli, Centrolinery różniły się bardziej futurystycznym wyglądem, nawiązującym do autobusów lokalnych Starliner, dużą powierzchnią okien sięgających aż po dach oraz bardziej nowoczesnym wnętrzem,
W 2002 roku, po połączeniu z firmą MAN, wdrożono koleją generację Centrolinerów - Evolution, oznaczaną jako seria 4500.
Neoplan N4407 jest przedstawicielem trzeciej generacji autobusów. Niska podłoga jest dostępna we wszystkich drzwiach. Od pozostałych autobusów rodziny Centroliner różni się odmiennym kształtem szyby przedniej, wygiętej u góry ku tyłowi autobusu.
W 2007 roku jeden autobus tego typu zakupiło przedsiębiorstwo komunikacyjne w Augustowie.